# Pleš (Slovaquie)
Pleš (hongrois : Fülekpilis) est un village de Slovaquie situé dans la région de Banská Bystrica.

## Histoire
La première mention écrite du village date de 1246.
La localité fut annexée par la Hongrie après le premier arbitrage de Vienne le 2 novembre 1938. En 1938, on comptait 923 habitants dont 5 d'origine juive. Elle faisait partie du district de Lučenec (hongrois : Losonci járás). Le nom de la localité avant la Seconde Guerre mondiale était Pleš/Pilis. Durant la période 1938 - 1945, le nom hongrois Fülekpilis était d'usage. À la libération, la commune a été réintégrée dans la Tchécoslovaquie reconstituée.

## Démographie

### Évolution de la population
| Année:               | 1994. | 2004.   | 2014.   | 2024.    |
| -------------------- | ----- | ------- | ------- | -------- |
| Nombre de personnes: | 223   | 235     | 223     | 185      |
| Différence:          |       | +5,38 % | -5,10 % | -17,04 % |

| Année:               | 2023. | 2024.   |
| -------------------- | ----- | ------- |
| Nombre de personnes: | 188   | 185     |
| Différence:          |       | -1,59 % |